# Diplazium okinawaense
Diplazium okinawaense är en majbräkenväxtart som beskrevs av Motozi Tagawa.
Diplazium okinawaense ingår i släktet Diplazium och familjen Athyriaceae. Inga underarter finns listade i Catalogue of Life.